# Dopo il festival tutti da me
Dopo il Festival tutti da me è stata una trasmissione televisiva di Rai 1 condotta da Raffaella Carrà, andata in onda per quattro puntate dal 26 febbraio 2001 fino al 2 marzo 2001 in seconda serata.

## Il programma
In onda in seconda serata al termine delle serate del 51º Festival di Sanremo ad eccezione della finale, il programma ha visto alla conduzione Raffaella Carrà coadiuvata da Enrico Papi. Al programma hanno partecipato anche Massimo Ceccherini e il giornalista sportivo Marco Mazzocchi. La trasmissione, il cui intento era commentare la serata del festival appena conclusa, si rivelò fonte di polemiche per quanto riguardava la conduzione di Enrico Papi, i suoi contrasti con Massimo Ceccherini e altri disguidi con i collegamenti in diretta via satellite all'estero con le comunità degli emigrati italiani da New York, Buenos Aires, Johannesburg e Toronto. 

### Controversie
- Il 27 febbraio, nel corso della seconda puntata, durante il collegamento dall'Argentina con una comunità italiana di scolari, Papi si rese protagonista in modo negativo quando prese in giro Carmelina D'Antuono, funzionaria del Consolato generale d'Italia a Buenos Aires e preside coordinatrice di tutte le scuole italo-argentine giocando sulla sua inflessione dialettale[3]. L'episodio costò aspre critiche a Papi, soprattutto da parte della consorte dell'allora Presidente della Repubblica, Franca Ciampi, che, in occasione di una visita ufficiale in Argentina poche settimane dopo, si scusò pubblicamente apostrofando Papi come un "cretino" e affermando inoltre «Certe trasmissioni ci involgariscono, ci imbastardiscono. Io e mio marito siamo troppo vecchi per sopportare cose simili: noi prendiamo e spegniamo il televisore»[4]. Anche una delegazione veneta del partito politico dei Verdi criticò l'accaduto con un comunicato, invitando la Rai a prendere provvedimenti[5]. In seguito a ciò, ad Enrico Papi fu cancellato lo spazio dal dietro le quinte durante la serata del Festival, rimanendo unicamente alla conduzione del Dopofestival. Nel dicembre 2007 è stato condannato per dileggio a 10.000 euro di multa e altri 10.000 euro di spese processuali in seguito all'azione legale intentata dalla funzionaria italo-argentina[6].
- Sempre nella serata del 27 febbraio, Ceccherini non si presentò al Dopofestival. Papi lamentò questa cosa ma ne approfittò per provocarlo affermando che gli ascolti avevano guadagnato 3 punti in più senza di lui, alimentando un clima già teso sin dall'inizio del Festival: infatti entrambi reclamavano più spazio all'interno della kermesse canora[7].